# Lassaad Ouertani
Lassaâd Ouertani (Essen, Alemania, 2 de mayo de 1980 -Túnez, 4 de enero de 2013) fue un jugador de fútbol de Túnez que jugó para el JS Kairouan, Stade Tunisien, Club Africain, ES Zarzis antes de volver a jugar con el JS Kairouan. Debutó con la selección de fútbol de Túnez en el año 2002, y en 2007 dejó de ser convocado.

## Biografía
Ouertani comenzó su carrera en las categorías inferiores del JS Kairouan en la década de 1990, por lo que posteriormente acabó jugando una temporada en el primer equipo, antes de trasladarse al Stade Tunisien. Para su nuevo club jugó durante cinco temporadas, y ganó, entre otras cosas, la Copa de Campeones de Copa de Arabia y la Copa de Túnez. En 2006, se trasladó al Club Africain, donde ganó otro campeonato de liga. Por último estuvo jugando para el JS Kairouan, último equipo para el que jugó antes de su fallecimiento. Falleció el 4 de enero de 2013 en un accidente de tráfico.

## Clubes
| Club           | País  | Año         |
| -------------- | ----- | ----------- |
| JS Kairouan    | Túnez | 2000 - 2001 |
| Club Africain  | Túnez | 2001 - 2004 |
| Stade Tunisien | Túnez | 2004 - 2009 |
| ES Zarzis      | Túnez | 2009        |
| JS Kairouan    | Túnez | 2010 - 2013 |